# Escañuela
Escañuela è un comune spagnolo di 962 abitanti situato nella comunità autonoma dell'Andalusia, provincia di Jaén, comarca di Campiña de Jaén.